# (32134) 2000 LQ17
2000 LQ17 (asteroide 32134) é um asteroide da cintura principal. Possui uma excentricidade de 0.12472680 e uma inclinação de 15.21552º.
Este asteroide foi descoberto no dia 7 de junho de 2000 por LINEAR em Socorro.